# Nova Mîtnîțea, Radîvîliv
Nova Mîtnîțea (în ucraineană Нова Митниця) este un sat în comuna Ridkiv din raionul Radîvîliv, regiunea Rivne, Ucraina.

## Demografie
Componența lingvistică a localității Nova Mîtnîțea
     Ucraineană (99,17%)
     Alte limbi (0,41%)
Conform recensământului din 2001, majoritatea populației localității Nova Mîtnîțea era vorbitoare de ucraineană (99,17%), existând în minoritate și vorbitori de alte limbi.